# Мотоцикл с кабиной
Мотоцикл с кабиной или каби́нный мотоци́кл — мотоцикл, оборудованный кабиной водителя; автотранспортное средство с кузовом, передвигающееся на двух колёсах и оснащённое двигателем внутреннего сгорания объёмом более 50 см³ либо электродвигателем.

## Развитие до Второй мировой войны
Начало разработки концепции кабинного мотоцикла относится к первым десятилетиям XX века; в частности, уже в 1912 году двухколёсный экипаж с закрытым корпусом Bi-Autogo сконструировал детройтский инженер Скриппс-Бут. Машина была оснащена 8-цилиндровым двигателем мощностью 45 л. с. и по расчётам должна была развивать скорость до 120 км/ч. На низких скоростях (менее 20 км/ч) для обеспечения баланса из корпуса выдвигались дополнительные колёса. Производство этой модели, однако, было чрезвычайно дорогостоящим — 25 тысяч долларов. В 1914 году по проекту русского инженера Шиловского британская фирма Wolseley изготовила четырёхместный моторный гирокар с мотоциклетной компоновкой шасси, удерживавшийся в равновесии благодаря 300-килограммовому маховику.
В начале 1920-х годов по проекту немецкого инженера Винклера фирма Mauser некоторое время производила двухместный трёхколёсный мотоцикл с брезентовой крышей. Модель носила название Einspurauto, но оказалась убыточной и в 1926 году была продана французской компании Monotrace. В годы производства во Франции экипаж оснащался двумя выдвижными боковыми колёсами и приводился в движение 4-тактным двигателем объёмом 510 см³. Ближе к концу 1920-х годов для британской авиастроительной фирмы Avro инженер Э. В. Ро сконструировал двухколёсный частично закрытый мотоцикл, в котором устойчивость в состоянии покоя вместо дополнительных колёс обеспечивала откидная стойка. Создатель модели заявлял, что её пробег должен составить не менее 50 тысяч км.
Ещё одна французская модель Cerreti Motocar — одноместный экипаж с подрезиненными бесприводными боковыми колёсами и двигателем объёмом 500 см³, позволяющим развивать скорость до 120 км/ч, — появилась в 1929 году, но была снята с производства из-за экономического кризиса 1930-х годов. В Великобритании в середине 1930-х годов было налажено серийное производство двухколёсного (со вспомогательными колёсами для баланса неподвижной машины) экипажа Whitwood Monocar фирмы OEC. На машину устанавливались двигатели различного объёма по желанию заказчика.

## Первые послевоенные годы
Кабинные мотоциклы никогда не становились одним из основных видов моторных средств передвижения, но приобрели определённую популярность в Восточной Европе после Второй мировой войны. Среди создателей кабинных мотоциклов в этот период был чехословацкий авиационный инженер Ян Андерле, стремившийся разработать экономичное всепогодное средство транспорта для небогатых потребителей. Свой первый кабинный мотоцикл, получивший название Dálník (впоследствии ставшее нарицательным для этого вида транспорта), он построил в конце 1930-х годов. На модели, доработанной в 1941 году, стоял двигатель Jawa Minor объёмом 561 см³ и максимальной мощностью 19.5 л. с., она расходовала 4,5 литра горючего на 100 км пробега и развивала скорость до 120 км/ч.
Будучи осуждён в ЧССР по обвинению в шпионаже и саботаже, Андерле с 1950 года отбывал многолетнее заключение с принудительными работами вначале на урановых рудниках под Яхимовом, а затем на строительстве плотины в Липно. После освобождения продолжил заниматься конструированием кабинных мотоциклов и создал трёхместную модель Frontcar с двигателем Jawa 300 (в модели 1967 года Frontcar II пассажирская кабина уже полностью закрыта). В 1960-е годы эмигрировал на Запад, где занимался разработкой кабинных мотоциклов при поддержке швейцарского бизнесмена Арнольда Вагнера. Для Вагнера в 1970 году Андерле сконструировал торпедовидную модель Rolland с трубчатым каркасом, обшитым плитами ламината.
Уже в 1950-е годы идеи Андерле развивал немецкий концерн NSU, выпустивший серию полностью закрытых мотоциклов, прозванных «летающими гамаками» или «летающими креслами». Первая модель, построенная в 1954 году инженером Г. А. Баумом с целью установления рекордов скорости, представляла собой алюминиевую «сигару» с рулём под коленями гонщика и двигателем с воздушным охлаждением, установленным за задним колесом. Предполагается, что именно перенос центра массы назад привёл к гибели Баума, чью машину сдуло порывом бокового ветра с шоссе в 1956 году. Недостатки первой конструкции были устранены в модели Baum II с лучшей системой стабилизации и удлинённой кормой. На испытаниях она развила скорость в 300 км/ч. После этого была предпринята попытка запустить в серийное производство модель Baum III, но достоинства в виде высокой скорости при малом расходе горючего не смогли компенсировать проблемы с рулевым управлением и манёвренностью, и проект был свёрнут.

## Современные разработки
В 1990-е годы концепцию сигарообразных закрытых мотоциклов для установления рекордов скорости реализовали в американской экспериментальной модели Gillette Mach 3 Challenger конструкции Ричарда Брауна. На испытании в Юте в 1998 году эта машина развила скорость в 331 милю в час. Идею серийного кабинного мотоцикла развивали такие производители, как BMW и Honda, модели которых носили соответственно наименования C1 и Gyro Canopy; в обоих случаях использовалась кабина полузакрытого образца.
Однако наиболее полно концепцию кабинного мотоцикла разрабатывал швейцарский производитель Peraves, детище Арнольда Вагнера. Первый прототип кабинного мотоцикла этой фирмы был построен в 1982 году. Эта модель с полностью закрытой кабиной, производившаяся в одно- и двухместном вариантах, получила название Ecomobile, за 18 лет при стоимости одного экземпляра до 80 тысяч долларов было продано примерно 100 машин. На двухместный вариант Super Eco ставился 130-сильный мотоциклетный двигатель BMW K1200RS объёмом 1200 см³, позволявший машине развивать скорость до 160 миль в час. Кабина-монокок изготавливалась из кевлара, углеродного волокна и аралдита с прозрачным плексигласовым колпаком. На скоростях ниже 15 миль в час для баланса выпускаются откидные боковые колёса. В 2007 году фирма выпустила новую модель, получившую название MonoTracer. В 2010 году электрическая версия MonoTracer завоевала премию Automotive X Prize, принеся создателям 2,5 млн долларов.